# Opel Karl
| Sterne im Euro NCAP-Crashtest (2015) | 4 Sterne im Euro-NCAP-Crashtest |

Der Opel Karl ist ein von 2015 bis 2019 gebautes Pkw-Modell von Opel. Er wurde bei GM Korea hergestellt und in anderen Ländern als Chevrolet Spark verkauft. Die fünftürige Kombilimousine ist der Kleinstwagenklasse zuzuordnen.
In Großbritannien wurde er als Vauxhall Viva angeboten. Der im November 2018 vorgestellte Fadil des vietnamesischen Herstellers Vinfast basiert auf dem Karl. Er wird seit Anfang 2019 in Hanoi gebaut. Im Januar 2022 gab Vinfast bekannt, dass die Produktion von Fahrzeugen mit Verbrennungsmotor zum Ende des Jahres eingestellt werde.

## Geschichte
Der Opel Karl ist nach Carl von Opel, einem Sohn des Firmengründers Adam Opel, benannt. Er ist der zweite Opel, der einen Vornamen aus der Familie Opel zum Namen hat. Der erste war der 2012 bis 2019 produzierte Opel Adam.
Mit einem Basispreis von 9500 Euro (laut Preisliste vom 19. Januar 2015) war der Karl der günstigste Opel seinerzeit. Der Adam hatte bei sehr ähnlichen Außenabmessungen als Lifestyle-Modell viel mehr Individualisierungsmöglichkeiten, weshalb sein Grundpreis und Leergewicht höher sind.

## Entwicklung und Produktion
Der Opel Karl baut auf einer GM-Plattform auf, die auch für den Chevrolet Spark M400 verwendet wurde, dem der Karl wie der in Großbritannien verkaufte Vauxhall Viva, größtenteils gleicht. Er wurde bei GM Korea in Changwon produziert.

## Technische Daten und Ausstattung
Der Karl wurde ausschließlich mit einem 55 kW (75 PS) leistenden Dreizylinder-Ottomotor ohne Turbolader und Ausgleichswelle angeboten. Einen ähnlichen Motor mit Aufladung, Ausgleichswelle und akustisch optimierten Abdeckungen sowie einem neu entwickelten Sechsganggetriebe gab es im Adam und im Corsa. Von Dezember 2015 bis April 2018 war auch eine Motorvariante mit gleichem Hubraum erhältlich, die mit Benzin oder Autogas (LPG) betrieben werden konnte.
Beim Karl wird die Kraft über ein handgeschaltetes Fünfganggetriebe übertragen. Optional ist ein automatisiertes Schaltgetriebe mit ebenfalls fünf Gängen erhältlich, welches Easytronic-Getriebe genannt wird.
Die Vorderräder werden durch MacPherson-Federbeine und Dreieckslenker geführt, die Hinterräder durch eine Verbundlenkerachse.
Die Sicherheitsausstattung besteht aus vier Airbags vorne sowie zwei Airbags hinten, Reifendruck-Kontrollsystem sowie Gurtwarnern vorne und hinten. Für einen Kleinstwagen ungewöhnlich ist der serienmäßige Berganfahrassistent. Gegen Aufpreis waren weitere Ausstattungsmerkmale wie beheizbares Lenkrad, Schiebedach, Einparkhilfe und Abbiegelicht erhältlich.

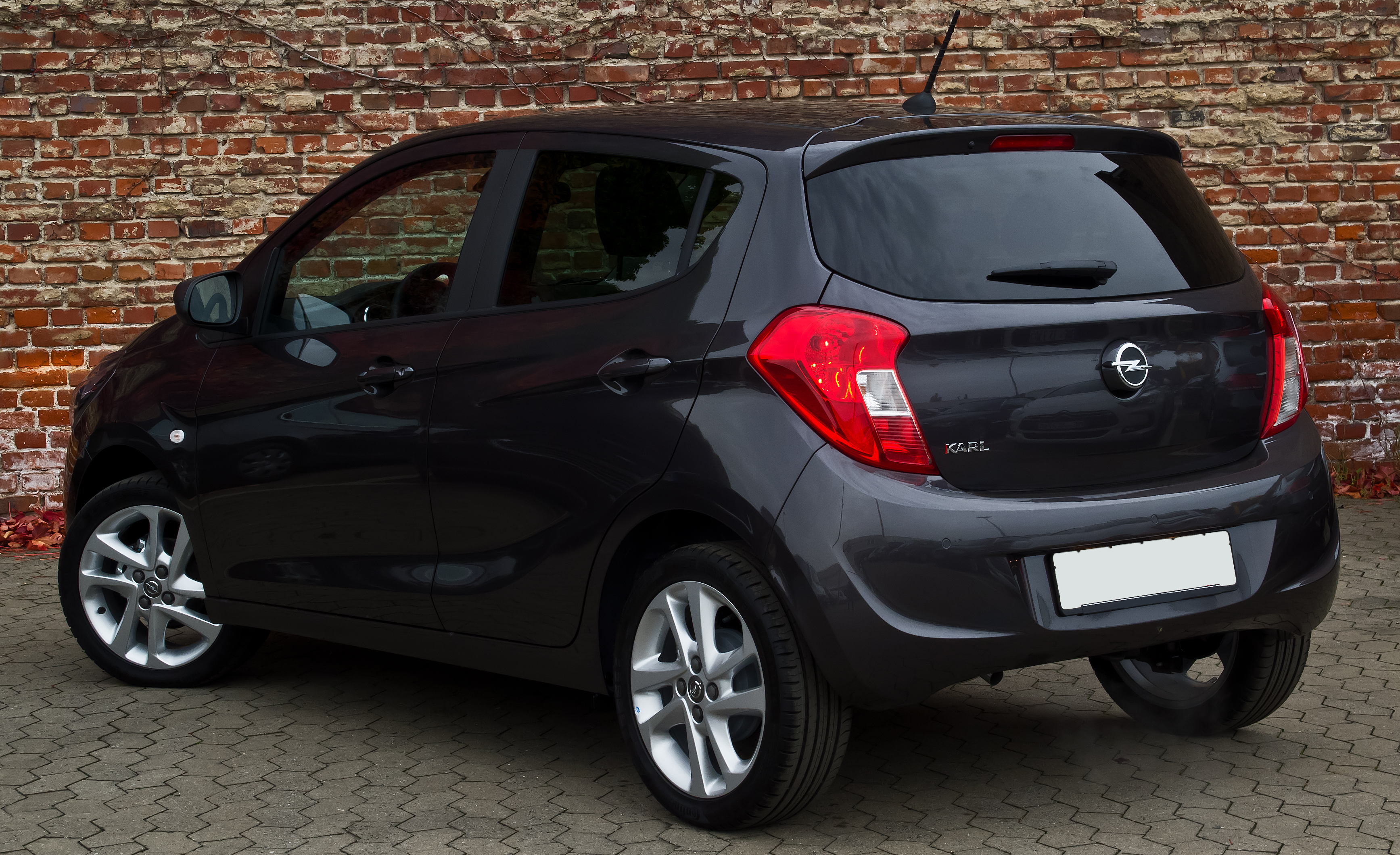
Heckansicht
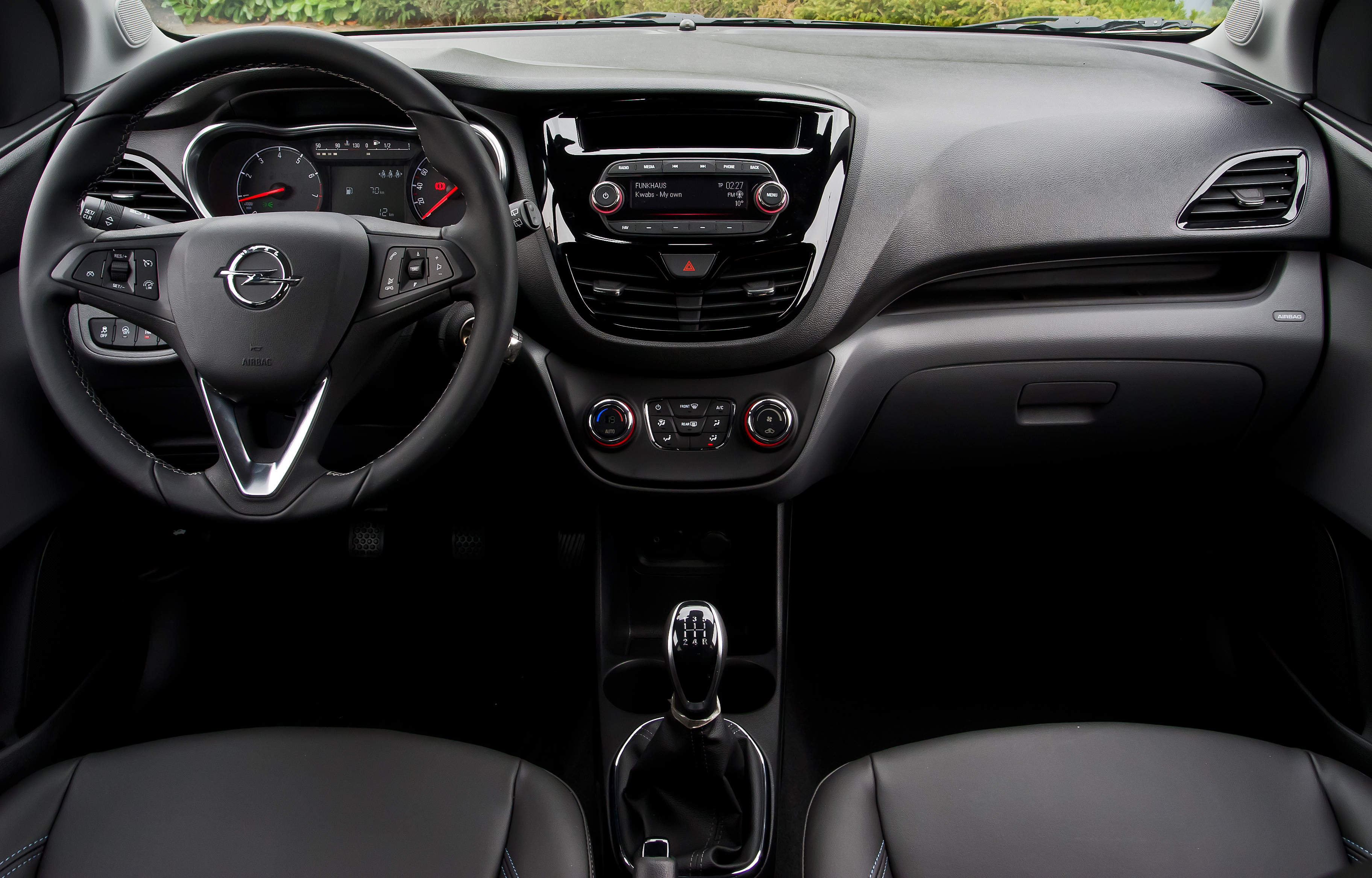
Cockpitansicht
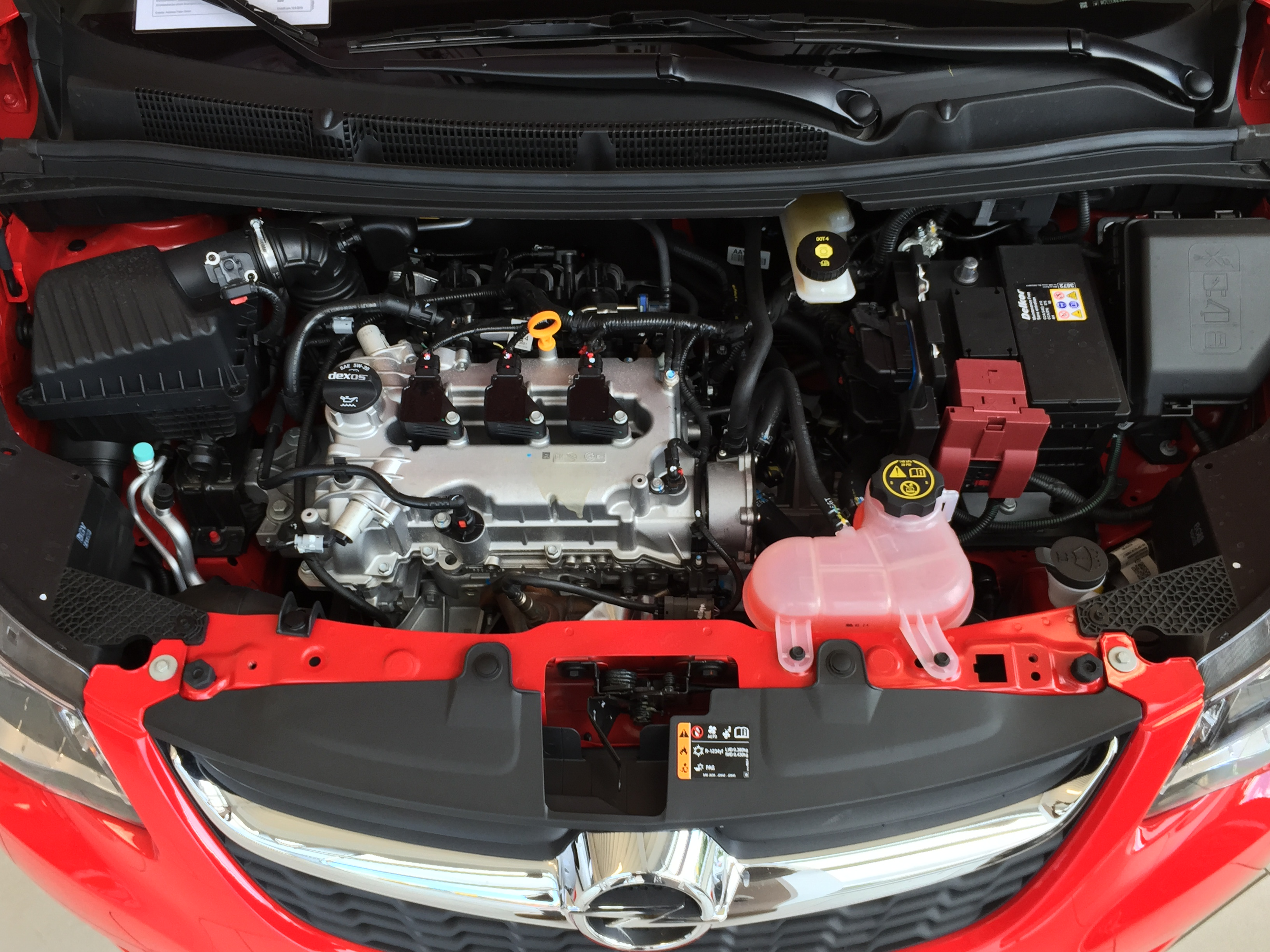
Motorraum
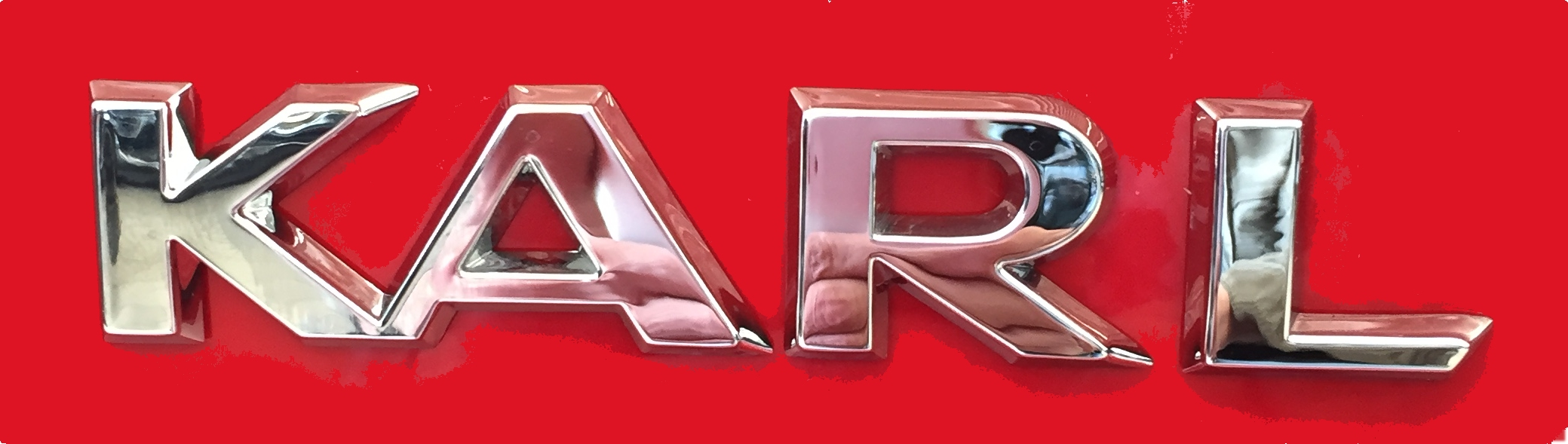
Schriftzug

### Technische Daten
| Opel Karl                           | 1.0                   | 1.0                                       | 1.0 LPG                                                           |
| Bauzeitraum                         | 01/2018–06/2019       | 06/2015–04/2018                           | 12/2015–04/2018                                                   |
| Motor                               | Otto-Reihenmotor      | Otto-Reihenmotor                          | Otto-Reihenmotor mit zusätzlichem Autogasbetrieb                  |
| Zylinderzahl                        | 3                     | 3                                         | 3                                                                 |
| Hubraum (cm³)                       | 999 cm³               | 999 cm³                                   | 999 cm³                                                           |
| Max. Leistung (kW/PS)               | 54/73 bei 6500/min    | 55/75 bei 6500/min                        | Benzin: 55/75 bei 6500/min Autogas: 54/73 bei 6500/min            |
| Max. Drehmoment (Nm)                | 95 bei 4500/min       | 95 bei 4500/min                           | Benzin: 95 bei 4500/min Autogas: 92 bei 4500/min                  |
| Höchstgeschwindigkeit (km/h)        | 170                   | 170                                       | 170                                                               |
| Getriebe (serienmäßig)              | 5-Gang-Schaltgetriebe | 5-Gang-Schaltgetriebe                     | 5-Gang-Schaltgetriebe                                             |
| Getriebe (optional)                 | –                     | [5-Gang-Easytronic (seit 01/2018: Serie)] | –                                                                 |
| Beschleunigung, 0–100 km/h (s)      | 13,9                  | 13,9 [14,9]                               | im Benzinbetrieb: 14,9 im Autogasbetrieb: 14,9                    |
| Verbrauch kombiniert (l/100 km)     | 5,0 S; 4,9 S (B)      | 4,5 S; 4,3 S (A); 4,1 S (B) [4,3–4,5]     | im Benzinbetrieb: 4,6 S; 4,4 S (C) im Autogasbetrieb: 5,7–5,5 (C) |
| Kohlenstoffdioxid-Emissionen (g/km) | 114–115; 110 (B)      | 104; 99 (A); 94 (B) [99–103]              | im Benzinbetrieb: 106–102 (C) im Autogasbetrieb: 93–89 (C)        |
| Abgasnorm                           | Euro 6d-TEMP          | Euro 6                                    | Euro 6                                                            |
| Tankinhalt (l)                      | 32 l                  | 32 l                                      | Benzin: 32 l Autogas: 24,8 l                                      |
| Dachlast (kg)                       | 0                     | 0                                         | 0                                                                 |
| Anhängelast (kg)                    | 0                     | 0                                         | 0                                                                 |

### Ausstattungsvarianten
Es werden fünf Ausstattungsvarianten angeboten:
- Selection: In dieser Basisausstattung ist der Karl nur als Viersitzer lieferbar. Bereits enthalten ist ein Berganfahrassistent.
- Edition: Zusätzlich zu Selection verfügt der Karl hier unter anderem über eine Sitzhöhenverstellung, elektrische Fensterheber vorn und die besonders leichtgängige Servolenkung (City-Modus). Optional ist er auch als Fünfsitzer lieferbar.
- Exklusive: Sondermodell mit Nebelscheinwerfern, Klimaanlage und teilbarer Rücksitzbank.
- ROCKS: Auf dem Chevrolet Spark Active basierend mit erhöhtem Fahrwerk, Nebelscheinwerfern und Klimaanlage. Das Modell verfügt außen über eine Dachreling und veränderte Stoßfänger, Schweller und Radkästen.
- INNOVATION: In dieser höchsten Ausstattungsvariante ist der Karl immer ein Fünfsitzer. Zusätzlich zu Edition verfügt er unter anderem über einen Spurhalteassistenten, Klimaautomatik, Radio und das Online-Assistenzsystem OnStar.
- 120 Jahre Opel: Ein Sondermodell vom letzten Modell (2019) des Karl. Die Ausstattung enthielt viele Elemente aus der Ausstattungslinie Innovation, war aber deutlich günstiger.

## Zulassungszahlen
Zwischen 2015 und 2019 sind in der Bundesrepublik Deutschland insgesamt 35.688 Opel Karl neu zugelassen worden. Mit 9.058 Einheiten war 2016 das erfolgreichste Verkaufsjahr.
|  |

|  |

|  |

|  |

|  |

|  |

|  |

|  |

|  |

|  |

|  |

|  |

|  |

|  |

|  |

|  |

|  |

|  |

|  |

|  |

|  |

|  |

|  |

|  |

|  |

|  |

|  |

|  |

|  |

|  |

|  |

|  |

|  |

|  |

|  |

|  |

|  |

|  |

|  |

|  |

|  |

|  |

|  |

|  |

|  |

|  |

|  |

|  |

|  |

|  |

|  |

|  |

|  |

|  |

|  |

|  |

|  |

|  |

|  |

|  |

|  |

|  |

|  |

|  |

|  |

|  |

|  |

|  |

|  |

|  |

|  |

|  |

|  |

|  |

|  |

|  |

|  |

|  |

|  |

|  |

|  | Benziner (35.688) |

|  | Benziner (35.688) |